# Isaac de Moucheron
Isaac de Moucheron, detto il giovane (Amsterdam, 23 novembre 1667 o 1670 – Amsterdam, 1744), è stato un pittore, incisore e architetto olandese del secolo d'oro.

## Biografia
Figlio del pittore Frederik de Moucheron, fu da questi istruito nell'arte della pittura. Nonostante avesse solo sedici anni alla morte del padre, era già sufficientemente qualificato da essere in grado di continuarne la professione.
Nel 1694-1695 visitò Roma, dove rimase per almeno due anni eseguendo schizzi della campagna intorno alla città, in particolare nella zona di Tivoli. L'utilizzo di questa metodologia di studio gli permise di acquisire una pratica tale da disegnare i suoi soggetti con facilità, prontezza e velocità. Inoltre, tenendo sempre come riferimento la natura, fu in grado di riprodurre al meglio la realtà e di colorare in modo estremamente naturale e armonioso. Durante la sua permanenza a Roma si affiliò alla Schildersbent con lo pseudonimo di Ordonantie.
Al suo ritorno ad Amsterdam, aveva collezionato una numerosa serie di modelli a partire dai quali poté eseguire opere di decorazione di grandi sale e appartamenti in palazzi nobiliari rappresentanti paesaggi, il cui soggetto era principalmente Roma e i suoi dintorni sull'esempio di Gaspar van Wittel. Queste vedute erano arricchite da figure e animali spesso inseriti da altri artisti, come Jacob de Wit e Nicolaes Verkolje.
Eseguì copie delle opere di Nicolas Poussin e, dopo il suo ritorno ad Amsterdam nel 1696, incisioni da Gaspard Dughet. Nelle sue opere è riconoscibile l'influenza di questi maestri francesi.
Era anche particolarmente esperto in architettura e prospettiva.
Secondo Rose, superò il padre sia in stile che gusto e capacità di esecuzione.

## Opere
- Veduta del fiume Tevere, 1696 circa, Museo Nazionale, Varsavia[2]
- Paesaggi italiani con figure ed edifici classici, sei dipinti, olio su tela, 263 x 140,3 cm, firmato[3]
- Veduta del fiume Tevere con Castel Sant'Angelo e più lontano San Pietro, olio su tela, 40,7 x 55,9 cm, firmato[4]
- Paesaggio italiano con pastori a riposo e sullo sfondo una città sulla collina, olio su pannello, 43,2 x 55,2 cm, firmato[5]